# Lithobates spectabilis
Lithobates spectabilis es una especie de anfibio anuro de la familia Ranidae. Es endémica de México, donde puede encontrarse desde el este de Michoacán hasta Oaxaca, pasando por el centro de Puebla, Tlaxcala, Morelos, Hidalgo y Veracruz.
Posee extremidades posteriores ampliamente palmeadas y la membrana interdigital llega a la punta de los dedos. La pared del vientre de esta rana es gruesa y no traslúcida. Su piel es de color verde amarillento y tiene muchas manchas, de ahí su nombre coloquial "rana manchada".